# 브루누 캄푸스
브루누 캄푸스(Bruno Campos, 1973년 12월 3일 ~ )는 브라질의 배우이다.

## 출연 작품
- 웨이크 (2009)
- 로열 페인즈 1 (2009)
- 공주와 개구리 (2009)
- 크레이지러브 (2005)
- 도파민 (2003)
- 닙턱 (2003)
- 미믹 2 (2001)
- ER (1994)